# Ruphin Kayembe
Pour les articles homonymes, voir Kayembe.
Ruphin Kayembe est un joueur international congolais de basket-ball né à Kinshasa au Zaïre actuelle République démocratique du Congo le 2 décembre 1992. Il évolue au poste de pivot.

## Biographie

### Carrière professionnelle
Alors qu'il participe à la Coupe d'Afrique avec le club congolais du TP Mazembe, Ruphin Kayembe est repéré par un agent qui lui propose de rejoindre le centre de formation du Cibona Zagreb en Croatie. Il y reste un an et signe son premier contrat professionnel au KK Maribor en Slovénie en 2012. Ruphin Kayembe quitte la Slovénie après trois saisons alors que le club de Maribor est en faillite. Il rejoint alors la France et la NM1 d'abord à Challans puis à Souffelweyersheim. Il s'impose comme une valeur sûre de la division avant de monter d'un échelon en 2017 en rejoignant la Pro B et l'ALM Évreux Basket. Il prolonge l'année suivante avec le club normand.
Après trois saisons dans l'Eure, il signe à l'échelon supérieur à Châlons-Reims tout juste renommé Champagne Basket alors qu'il était simple partenaire d'entrainement lors de la préparation du club champenois. Il ne prend part qu'à une seule rencontre avant de finalement s'enrôler avec l'AS Denain Voltaire en Pro B. L'année suivante, il retrouve la NM1 en signant au Stade rochelais basket. Le 17 décembre, à l'occasion de la rencontre de son équipe face à Toulouse, l'intérieur congolais sort sur blessure. Les examens révèlent alors qu'il souffre d'une rupture du tendon d'Achille mettant ainsi fin à sa saison. Il fait tout de même une bonne phase aller et dans cet élan, le club est vainqueur des plays off et monte en Pro B. Il revient en forme en août 2022 pour la saison suivante, toujours avec le stade Rochelle basket de retour en Pro B.
Après 2 saisons en nouvelle Aquitaine, Ruphin Kayembe signe avec le STB Le Havre pour un retour en Normandie. Il emmène son équipe en play off, jusqu'aux huitièmes de finale. 

### Sélection nationale
Lors de la fenêtre internationale du 29 juin au 1er juillet 2018, il prend part aux trois derniers matchs de qualification pour la Coupe du monde 2019 de la République démocratique du Congo cumulant 8,7 points de moyenne, 5,3 rebonds en 19 minutes de jeu pour 13,0 d'évaluation, troisième meilleure évaluation de la sélection congolaise sur ces éliminatoires. Comme capitaine, il contribue à la qualification de la RDC au Championnat d'Afrique de basket-ball masculin 2021 organisé à Kigali au Rwanda.

## Clubs successifs
- 2012-2015 :  KK Maribor (1. A SKL)
- 2015-2016 :  Vendée Challans Basket (NM1)
- 2016-2017 :  BC Souffelweyersheim (NM1)
- 2017-2020 :  ALM Évreux Basket (Pro B)
- 2020 :  Champagne Basket (Jeep Élite)
- 2020-2021 :  AS Denain Voltaire (Pro B)
- 2021-2023 :  Stade rochelais Rupella (NM1 puis Pro B)
- depuis 2023 : 🇨🇵 STB Le Havre (NM1)